# 筱官墩遗址
筱官墩遗址，位于上海市金山区石化街道卫一路金零路口交界处。明洪武十九年（1386年），筑金山卫城，同时修筑供军事警戒用的烽墩46座。在卫南塘外筑一土墩，名“小馆墩”。正统五年（1440年），总督盛琦将其改建为砖甃三层建筑：下层为土址，高1丈，周长49.2丈；中层高1丈，周长49丈；上层高1.5丈，周长14丈，并设烽火楼，四周围以女墙。正统七年（1442年），总督翁绍宗将“小馆墩”易名为“筱馆瞭望台”。清乾隆至光绪年间，属金山海防分汛，清末废。民国时期，仅存土墩。现残留土墩高6.5米，面积约1520平方米。2011年8月1日，被金山区人民政府公布为金山区文物保护单位。